# احساس مالکیت (مجموعه تلویزیونی)
احساس مالکیت (انگلیسی: Jealousy؛‏ کره‌ای: 질투) یک مجموعه تلویزیونی محصول کره جنوبی سال ۱۹۹۲ با بازی چوی سو جونگ، چوی جین شیل و لی اونگ کیونگ است. این مجموعه از ۱ ژوئن تا ۲۱ ژوئیه ۱۹۹۲ از ام‌بی‌سی برای ۱۶ قسمت پخش شد. این مجموعه بر پایه رمان سال ۱۹۹۱ به نام، سایهٔ بلند عشق من اثر یون میونگ هه است. احساس مالکیت یکی از پربیننده‌ترین درام‌های کره‌ای در تمام دوران با آمار بینندگان ۵۶٫۱٪ است و اولین محصول کره‌ای است که صادر و در خارج از کشور پخش شد.

## بازیگران
- چوی سو جونگ در نقش لی یونگ هو
- چوی جین شیل در نقش یو ها کیونگ
- لی اونگ کیونگ در نقش هان یونگ ئه
- لی هیو جونگ در نقش مین سانگ هون
- کیم هه ری در نقش به چه ری
- کیم چانگ سوک در نقش جونگ سونگ هی
- ایم جونگ ها در نقش جو سونگ سو
- کیم جو یونگ در نقش پارک سونگ جو
- لی می کیونگ در نقش کیم سو وون
- جونگ میونگ هیون در نقش جونگ دونگ شیک
- کیم سانگ سون در نقش کیم چون مان
- منگ سانگ هون در نقش نام وو جه
- جون وون در نقش لی سو سونگ
- پارک سانگ جو در نقش کیم یونگ شیک